# Biotină
Biotina, denumită și vitamina H, vitamina B7 sau vitamina B8 este un tip de vitamina B. Este implicată într-un număr variat de procese metabolice, atât în organismul uman, cât și la alte organisme, în principal cele legate de utilizarea grăsimilor, carbohidraților și aminoacizilor.

## Descoperire
Biotina, este cunoscută și ca vitamina H, vitamina B7 sau vitamina B8, este o moléculă din clasa vitaminelor care funcționează ca un cofactor enzimatic.
A fost descoperită în anul 1936 de către biochimistul elvețian Heinrich Adolf Birnbaum folosind-o ca factor de creștere al streptococilor în timpul cercetărilor sale.   

## Utilizarea în medicină
- Dermatite
- Afecțiuni ale părului